# Bahnhof Cornaux NE

Der Bahnhof Cornaux ist ein Bahnhof in der schweizerischen Gemeinde Cornaux im Kanton Neuenburg. Im Personenverkehr wird er ausschliesslich von Regionalzügen der Schweizerischen Bundesbahnen bedient, verfügt aber über ausgedehnte Bahnanlagen für den Güterverkehr als Anschluss zur nahegelegenen Raffinerie Cressier und eines Zementwerkes.

## Geschichte
Am 7. November 1859 eröffnete die Compagnie Franco-Suisse ihre Bahnstrecke Vaumarcus–Frienisberg mit einem Bahnhof in Cornaux. Durch weitere Verlängerungen und Lückenschliessungen lag der Bahnhof Cornaux ab 1860 an der durchgehend befahrbaren Ost-West-Verbindung von St. Margrethen nach Genf. In zwei Etappen (Saint-Blaise–Cornaux und Cornaux–Cressier) wurde die Bahnstrecke im Juli und Oktober 1914 im Raum Cornaux auf Doppelspur ausgebaut.
1964 wurde mit dem Bau der Raffinerie Cressier begonnen, welche 1966 in Betrieb genommen wurde. Sie erhielt in Cornaux Anschluss ans Schweizerische Eisenbahnnetz. Dafür wurden bei der Raffinerie ein Verladebahnhof errichtet und im Bahnhof Cornaux selbst weitere Gleise für die Formation der Güterzüge.

## Anlage
Der Bahnhof besteht aus den beiden Hauptgleisen der Jurasüdfusslinie (Gleisgruppe A) und einem zehngleisigen Formationsbahnhof (Gleisgruppe B) für Öl-Ganzzüge. Bei der Raffinerie befindet sich ein Verladebahnhof mit 18 Gleisen. Der Verladebahnhof befindet sich zum grössten Teil auf Gemeindegebiet von Cornaux, während die Raffinerie zu zwei Dritteln auf Gebiet der namensgebenden Gemeinde Cressier liegt.
Die beiden Gleise der Gleisgruppe A sowie das Gleis B1 sind für den Personenverkehr nutzbar und liegen an je einem Seiten- und Mittelbahnsteig, welche beide 220 Meter lang sind.

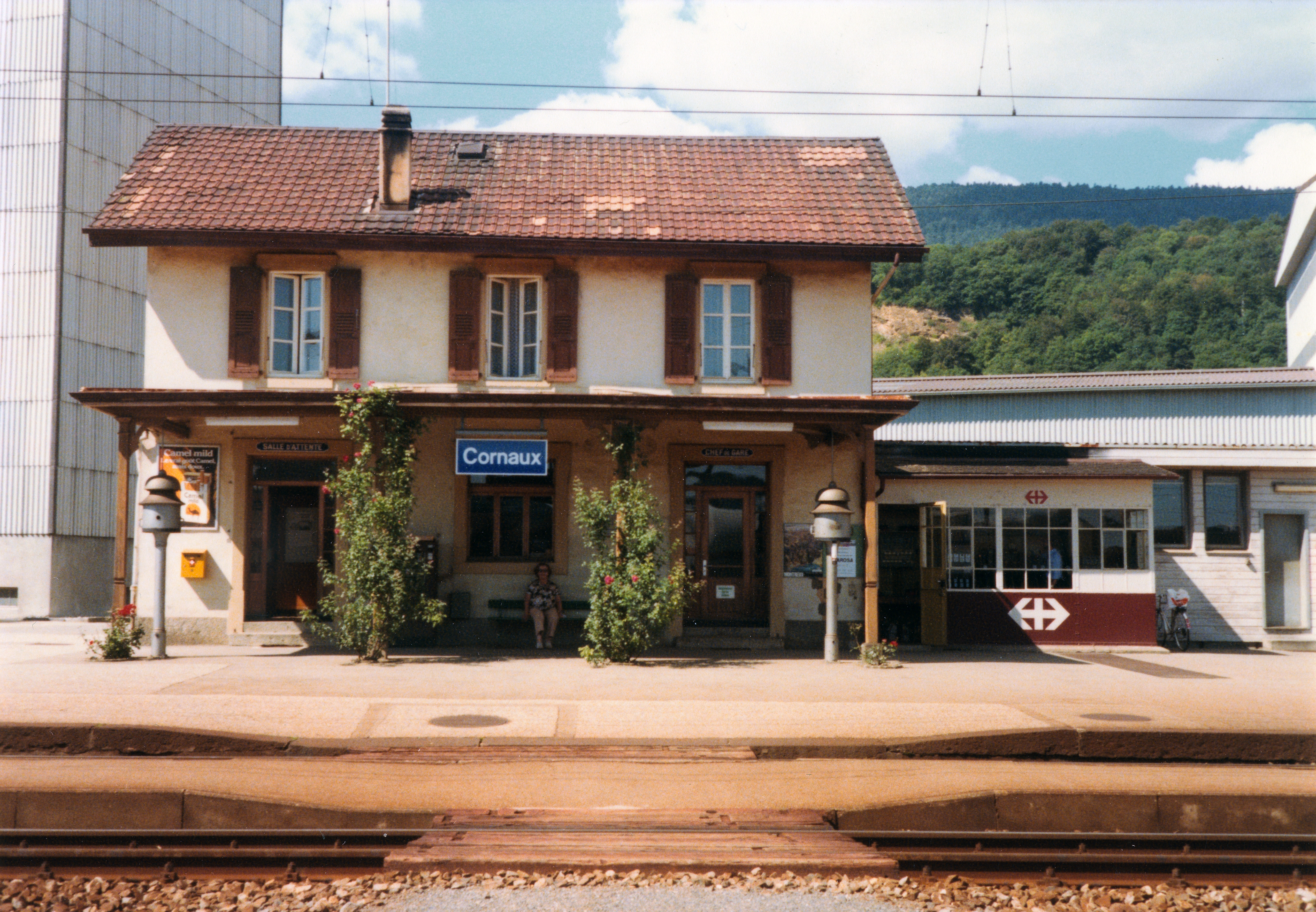
Altes Empfangsgebäude (1980)
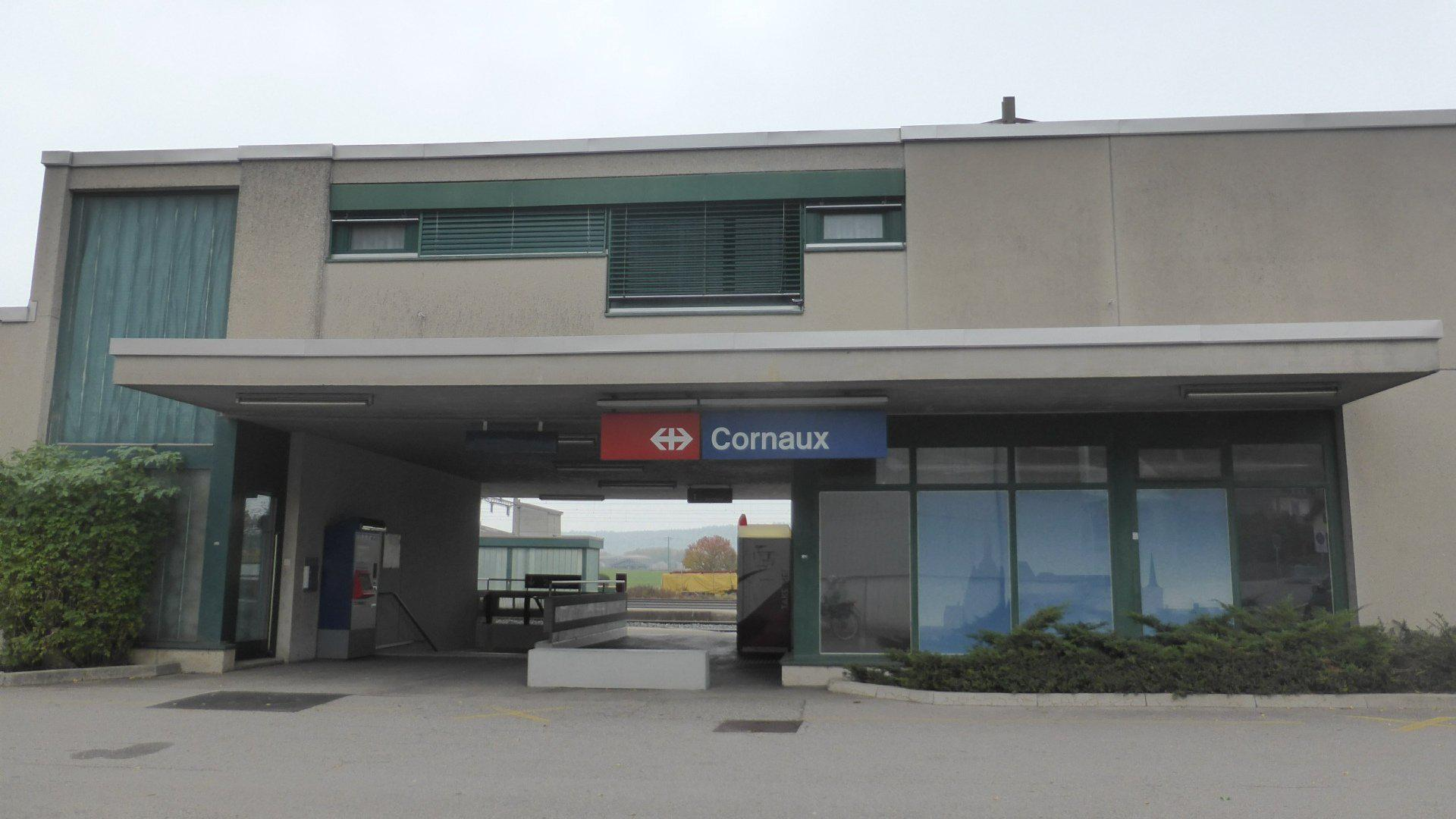
Empfangsgebäude Strassenseite (2018)

## Verkehr
Personenverkehr
Im Personenverkehr wird Cornaux halbstündlich durch Regionalzüge der Linie R16 Biel/Bienne–Neuchâtel bedient. Zum Einsatz kommen RBDe 560 Domino.
Güterverkehr
Aufgrund der Raffinerie ist Cornaux mehrmals täglich Ausgangspunkt von Erdöl-Ganzzügen vorwiegend in die Deutschschweiz (im Netznutzungsplan ist eine stündliche Trasse Cornaux–Biel reserviert), beispielsweise nach Zollikofen, Rümlang oder Rothenburg LU, aber auch nach Hamburg. Der zweite grosse Anteil des Güterverkehrs am Verladepunkt Cornaux ist der Zementverkehr des lokalen Werkes der Jura-Cement-Fabriken. Als Eisenbahnverkehrsunternehmen sind unter anderem SBB Cargo, Widmer Rail Services, HSL Logistik oder die BLS tätig.